# 毛利文學
毛利文學是指毛利人创作的文學作品。毛利人原本沒有文字，早期文學形式以傳說故事，諺語為主，同时包含詩歌。
毛利詩歌多以吟唱形式呈现，富有節奏性。其詩歌在用詞上與散文存在显著差异，常用同義詞、對比詞，類疊、排比的手法也比较常见。此外，毛利詩歌與其他民族的詩歌一樣，常見許多古老甚至意義不可考的用語、簡短模糊的詞彙、或是使用散文中未出现的語法結構。
19世紀，基督教傳教士發明了毛利語的書面形式，因此許多毛利神話、傳統故事得以被记录和保存。
而毛利民族的文學創作始於1950年代，並於1970年代蓬勃發展。這個時期的紐西蘭開始舉辦許多文學獎，許多毛利作家借此展露头角，但當時毛利文學的書寫語言主要為英語，而非毛利語。直到1995年Huia Publishers期刊创立，並致力於推廣族語文學，此后毛利語創作的作品才慢慢開始累積。目前也有許多文學獎設有族語文學部門，鼓勵毛利作家以毛利語創作。
由於毛利人居住與生活的紐西蘭四面環海，故其文學作品富含濃厚的海洋色彩，時常可見人們與海洋的互動，以及對自然萬物的崇敬。

## 作家
Witi Ihimaera （页面存档备份，存于）
Patricia Grace （页面存档备份，存于）
Keri Hulme （页面存档备份，存于）
Alan Duff （页面存档备份，存于）

## 外部連結
Lawa Iwan 梁文《民族發展及其文學史-紐西蘭毛利民族與台灣原住民族的比較》(2018)  （页面存档备份，存于）
Maori Proverbs （页面存档备份，存于）
Maori Poetry-Wikipedia （页面存档备份，存于）
New Zealand Literature-Wikipedia （页面存档备份，存于）